# クラーウト
クラーウト（伊: Claut）は、イタリア共和国フリウリ＝ヴェネツィア・ジュリア州ポルデノーネ県にある、人口約900人の基礎自治体（コムーネ）。

## 地理

### 位置・広がり

#### 隣接コムーネ
隣接するコムーネは以下の通り。括弧内のBLはベッルーノ県（ヴェネト州）、UDはウーディネ県所属を示す。
- アルパゴ (BL)
- バルチス
- キエース・ダルパゴ (BL)
- チモラーイス
- エルト・エ・カッソ
- フォルニ・ディ・ソプラ (UD)
- フォルニ・ディ・ソット (UD)
- フリザンコ
- トラモンティ・ディ・ソプラ

### 気候分類・地震分類
クラーウトにおけるイタリアの気候分類 (it) および度日は、zona F, 3572 GGである。
また、イタリアの地震リスク階級 (it) では、zona 2 (sismicità media) に分類される。

## 行政

### 分離集落
クラーウトには、以下の分離集落（フラツィオーネ）がある。
- Cellino di Sopra, Cellino di Sotto, Contrón, Creppi, Lesis, Matàn, Pinedo, Basoia, Massurìe, Mariáe